# Aeroporto di Cuiabá-Maresciallo Rondon
L'Aeroporto di Cuiabá-Maresciallo Rondon (IATA: CGB, ICAO: SBCY) (in portoghese: Aeroporto Internacional Marechal Rondon) è l'aeroporto che serve Cuiabá, capoluogo dello stato Mato Grosso, in Brasile. Gestito da Infraero, sorge nel comune di Várzea Grande, a 10 km a sud di Cuiabá, ed è intitolato al maresciallo Cândido Rondon.

## Storia
L'aeroporto è stato inaugurato nel 1956, ma gestito in modo precario fino al completamento del primo edificio adibito a terminal passeggeri che è stato completato nel 1964.
La prima fase della costruzione del nuovo terminal passeggeri è stata completata il 30 giugno 2006. La seconda fase prevede la demolizione del vecchio terminal e l'ampliamento del nuovo terminal passeggeri al posto del vecchio.
Il 31 agosto 2009 Infraero ha presentato un piano d'investimento da 30,9 milioni di R$ (11,4 milioni di €) per un rinnovo e upgrade dell'aeroporto in vista del campionato mondiale di calcio 2014 che si è tenuto in Brasile, cui Cuiabá è una delle 12 città coinvolte. L'investimento consisté nel rinnovo del terminal passeggeri, ampliamento del parcheggio e migliorare l'accesso all'aeroporto, lavori completati nell'ottobre 2012.

## Incidenti
- Il 7 dicembre 1960 un Curtiss C-46A-60-CK Commando registrato PP-AKF appartenente alla Transportes Aéreos Nacional operando il Volo Transportes Aéreos Nacional 570 da Cuiabá a Manaus si è schiantato sulla Sierra do Cachimbo. Il motore 2 si sarebbe rotto durante il volo. Nonostante il pilota tentò di scaricare parte del carico il velivolo ha continuò a perdere quota. Si schiantò e prese fuoco. Morirono 15 persone tra passeggeri e membri dell'equipaggio.[3][4]
- Il 12 agosto 1965 un Curtiss C-46A-50-CU Commando registrato PP-BTH della Paraense Transportes Aéreos in rotta verso Cuiabá ha preso fuoco e si è schiantato nei pressi di Buracão, vicino do Barra do Bugres, nel Mato Grosso, Brasile. Tutti i 13 passeggeri e membri dell'equipaggio sono morti.[5]
- Il 30 marzo 1980 un Britten Norman BN-2A-9 Islander registrato PT-JSC della VOTEC Serviços Aéreos Regionais andò in stallo e si schiantò in decollo dall'Aeroporto di Cuiabá. Tutti i 9 occupanti morirono.[6]
- Il 23 giugno 1985 un Embraer EMB 110 Bandeirante registrato PT-GJN della TABA in volo da Juara a Cuiabá, mentre era in avvicinamento per l'atterraggio a Cuiabá, ha avuto problemi tecnici sul motore 1 costringendo così il pilota a tentare un atterraggio di emergenza, ma il velivolo andò in fase di stallo e si schiantò un chilometro prima della pista. Tutti i 17 occupanti morirono.[7][8]